# Knud Larsen

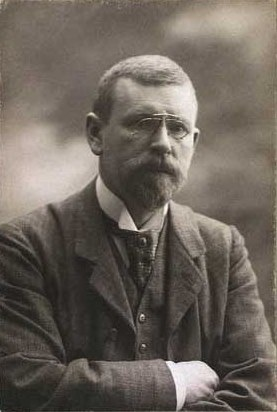
Knud Larsen

Knud Erik Larsen, född 27 augusti 1865, död 7 december 1922, var en dansk målare.
Larsen målade genrebilder men framför allt porträtt, i vilka han nådde fina psykologiska uttryck. Bland hans verk märks ett porträtt av fadern på Nationalmuseum.